# National Route 5
Die National Route 5 (kurz N5) ist eine südafrikanische Nationalstraße, die in Harrismith beginnend bis nach Winburg verläuft.

## Streckenverlauf
Die N5 ist eine Nationalstraße, die keine urbanen oder industriellen Ballungsräume berührt. Sie verbindet zwei mautpflichtige Hauptverkehrsstraßen Südafrikas nördlich von Lesotho, die N3 und die N1.
Von Harrismith verläuft die N3 an den nördlichen Ausläufern der Drakensberge durch nur gering besiedeltes Gebiet. Dabei nimmt sie den Verkehr einmündender Regionalstraßen, wie der R74, R57 und R711 auf. Bei Bethlehem quert die R26 und zweigt die R76 ab. In dieser Stadt befindet sich auch ein Eisenbahnknotenpunkt.
Weiter in Richtung Westen passiert sie die auslaufenden Höhenzüge der Witteberge sowie die Orte Paul Roux und Senekal. In letzterer Kleinstadt überschreitet die N5 eine Eisenbahnstrecke und wenige Kilometer danach zweigt die R70 in nordwestlicher Richtung auf Welkom zulaufend ab. Die N5 wendet sich nun weiter in südwestliche Richtung und erreicht ihren anderen Endpunkt in Winburg.

## Streckenausbau
In allen Abschnitten ist die Fahrbahn mit Asphaltdecke und zweispurig ausgebaut. Über den größten Teil ihres Verlaufes flankiert sie beidseitig ein befestigter Randstreifen, der nur in wenigen Abschnitten geschottert ist.
Auf der N5 gibt es derzeit keine Mautstellen.